# Mantikor

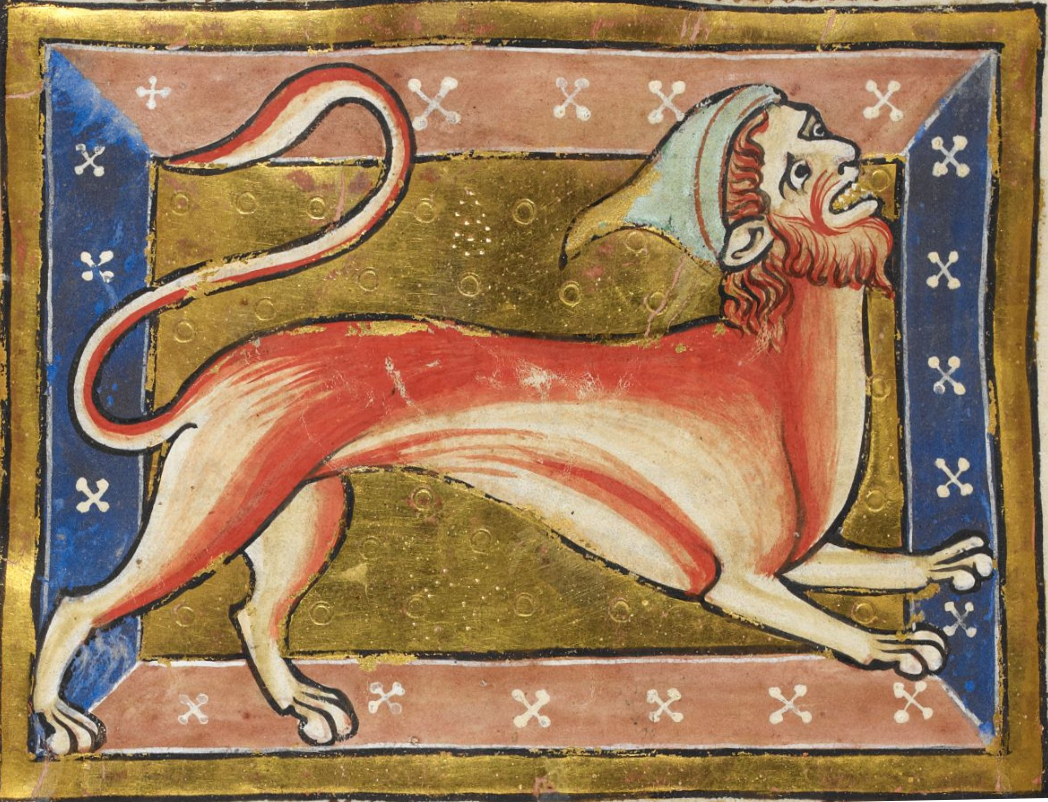
Mantikor aus dem Bestiarium Royal MS 12 C XIX von 1200-1210

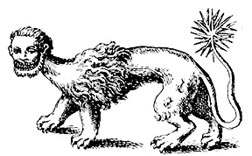
Mantikor aus: Redgrove’s Bygone Beliefs

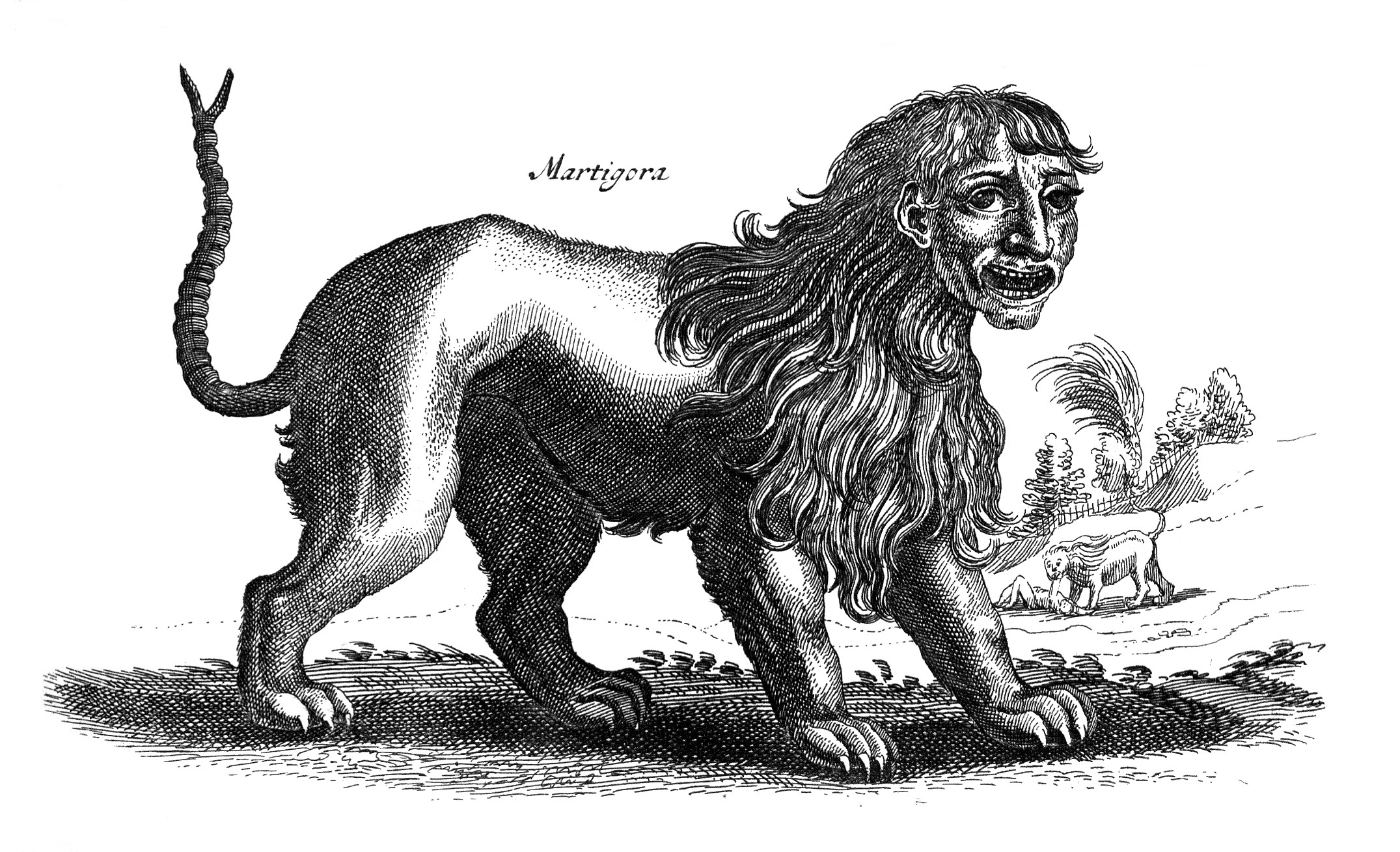
Mantikor („Martigora“), Stich von Joannes Johnstonus (1657)

Der Mantikor (persisch Martyaxwar und Mardxār: „Menschenfresser“) ist ein persisches Fabelwesen. Neben altgriechisch μαρτιχόρας martichóras und lateinisch mantichoras erscheinen weitere Varianten des Wortes als Manticor, Manticore, Manticora, Marticora. Im Indischen ist die abendländische Variante Mantikor heute neben der persischen gebräuchlich.

## Beschreibung
Der Mantikor ist ein Mischwesen mit dem Körper eines Löwen (typischerweise mit zinnoberfarbenem Fell), dem Schwanz eines Drachen oder Skorpions und in manchen Darstellungen auch mit Flügeln. Sein Gesicht, das durch drei hintereinander gelegene Zahnreihen entstellt ist, und die Ohren ähneln denen eines Menschen. 1758 beschreibt Linnaeus im Abschnitt Animalia Paradoxa seiner Systema Naturae auch legendäre Tiere ohne sie einer Art zuzuordnen: „MANTICORA. Facies senis decrepiti, corpote Leonis, cauda apice aculeis stellata.“ (MANTIKOR. Das Gesicht eines gebrechlichen alten Mannes, der Körper eines Löwen, der Schwanz, dessen Spitze mit Stacheln übersät ist.) Der Mantikor kann giftige Stacheln wie Pfeile abfeuern, die das Gift des Upas-Baumes (Antiaris toxicaria) enthalten. In manchen Versionen kann er diese Pfeile auch aus seiner Mähne schießen. Er tötet jedoch auch mit seinen Krallen, ist sehr gewandt, kann kraftvolle Sprünge machen und hat eine sehr laute Stimme.
Es heißt, dass er im indischen Dschungel lebt und sich unter anderem auch von Menschen ernährt. Der Mantikor kann sprechen und erreicht die Intelligenz eines Menschen.
Pausanias meinte schon in der Antike, es handele sich bei dem angeblichen Wesen letztlich wohl um den Tiger, und es dürfe sich um eine Legende handeln, die in Indien mündlich verbreitet wurde, infolge der extremen Furcht der Bevölkerung vor dem Raubtier.

## Geschichte
Das älteste bekannte Vorkommen dieses Fabelwesens stammt aus persischen Sagen aus dem 5. Jahrhundert vor Christus. Das altpersische Wort Martiyaxvāra („Martikhoras“) bedeutet „Menschenfresser“.
Die meisten antiken Schriftsteller wie z. B. Aristoteles’ Historia animalium (Buch II, 501a 24 f.) und Plinius der Ältere Naturalis historia (Buch 8, 21.30) beziehen sich auf Indiká des Ktesias von Knidos als Quelle, wo das Tier μαρτιχόρα genannt und mit dem άνθρωποφάγοσ (Menschenfresser) gleichgesetzt wird.
Im Mittelalter wurde der Mantikor zum Symbol der Tyrannei, der Unterdrückung und des Neids und schließlich zur Verkörperung des Bösen. Im Bestiarium von Oxford, geschrieben im späten 12. oder frühen 13. Jahrhundert, findet sich auf Folio 22v-23r die Beschreibung: „Indien ist die Heimat eines Tieres, das Manticora heißt. Es hat eine dreifache Reihe von Zähnen oben und unten, das Gesicht eines Menschen, graue Augen, von blutroter Farbe, mit dem Körper eines Löwen, einem Schwanz mit einem Stachel wie der Skorpion, einer grellen Stimme mit einem Geflüster, das die Weisen der Rohrflöte nachahmt. Es verlangt mit größter Gier nach Menschenfleisch. Seine Füße sind so stark und es kann solche Sprünge machen, dass weder die größten Zwischenräume noch die breitesten Hindernisse es aufhalten können.“

## Rezeption
Der Mantikor wird als Inspiration in populärer Musik verwendet; Gruppen wie die britische Progressive-Rock-Band Emerson, Lake and Palmer, die auch ihr Musiklabel nach ihm Manticore Records nannten, die Metalbands Manticora, Cradle of Filth, Hate Squad, 3 Inches of Blood und Kromlek beziehen sich auf ihn.
In im Fantasybereich angesiedelten Spielen taucht der Mantikor häufig auf, unter anderem in Rollenspielen wie Dungeons and Dragons, Das Schwarze Auge, dem Sammelkartenspiel Magic: The Gathering und Computerspielen wie Archon, Witcher, Heroes of Might and Magic, Final Fantasy, World of Warcraft sowie Dragon Nest zumeist als Antagonisten.

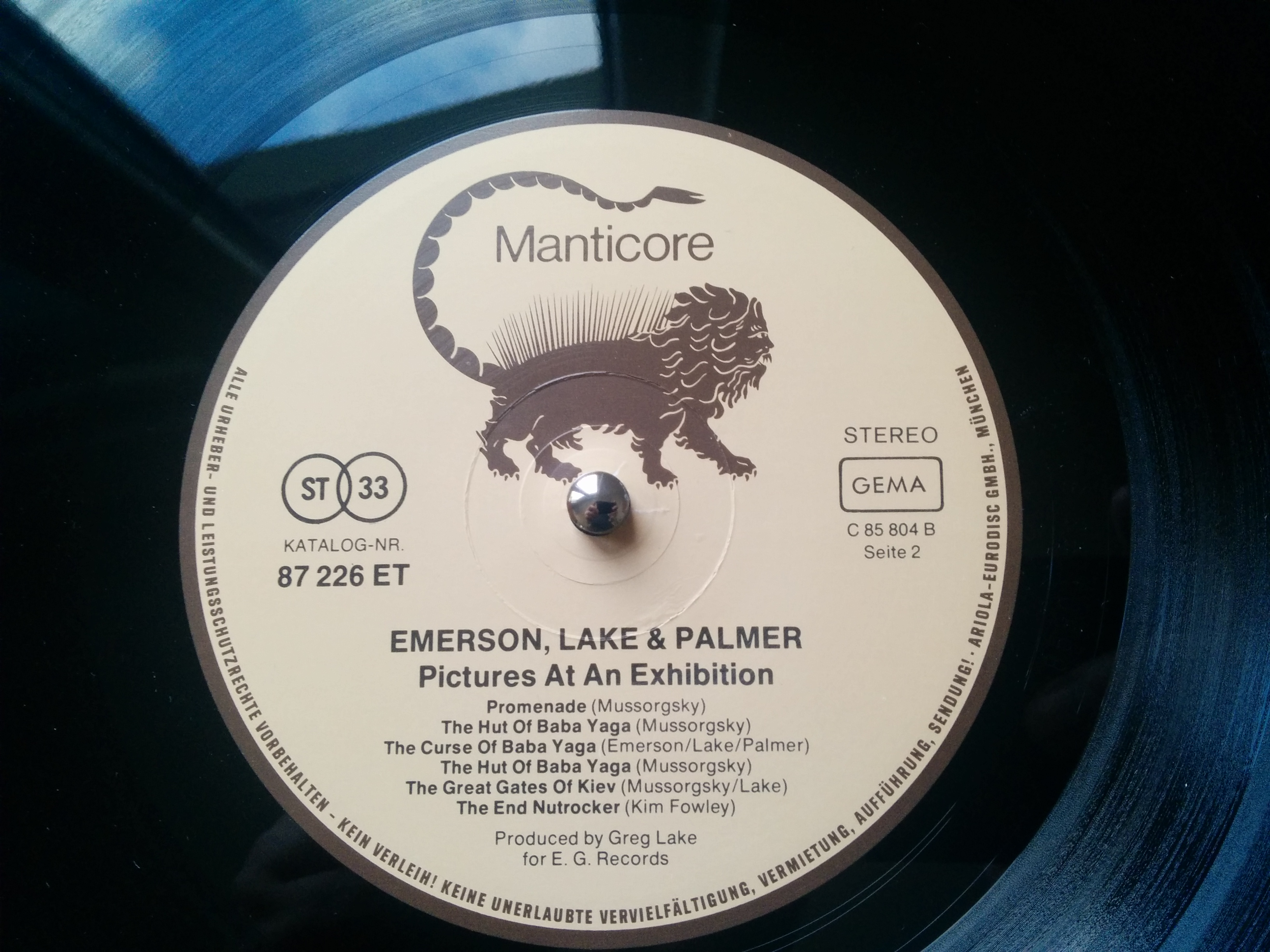
Emerson, Lake & Palmer – LP mit Mantikor

Auch in Filmen und Serien wie Charmed – Zauberhafte Hexen, Grimm, Manticore – Blutige Krallen, Adventure Time, Onward oder Merlin – Die neuen Abenteuer, kommen Mantikore vor. Ein Mantikor gehört auch zu der Horrormenagerie der Mammy Fortuna in Das letzte Einhorn (Film und Buch), obschon dort lediglich die Suggestionskraft der Hexe den Mantikor erschafft. Das ebenfalls in der Menagerie gefangene echte Einhorn erkennt jedoch den Schwindel und sieht im Mantikor einen alten, zahnlosen Löwen.
Der kanadische Schriftsteller Robertson Davies schrieb 1972 einen Roman mit dem Titel The Manticore. In dem Lexikon Phantastische Tierwesen & wo sie zu finden sind von Joanne K. Rowling, einer Ergänzung zur Harry-Potter-Romanreihe, erhielt das „hochgefährliche griechische Tierwesen“ einen eigenen Eintrag. In der englischsprachigen Game World-Trilogie des indischen Autors Samit Basu trägt der zweite Band den Titel The Manticore's Secret. Ein Mantikor spielt hier eine wichtige Rolle.
Ein blauer Mantikor, tatsächlich ein verkleideter Liger, ist die zentrale Figur im Band 167 der Jugendbuchreihe Die drei ??? unter dem Titel „... und das blaue Biest“ von Hendrik Buchna.
Das fiktive Sternenkönigreich von Manticore, eines der Hauptschauplätze der Science-Fiction-Romanserie Honor Harrington, ist nach dem Mantikor benannt und führt ihn als Wappentier.